# Cooper Rush
Cooper Rush (Charlotte, 21 novembre 1993) è un giocatore di football americano statunitense che milita nel ruolo di quarterback per i Baltimore Ravens della National Football League (NFL).

## Carriera

### Dallas Cowboys
Dopo non essere stato scelto nel Draft NFL 2017 il 12 maggio Rush firmò con i Dallas Cowboys. Nella settimana 7, nella vittoria per 40–10 sui San Francisco 49ers, entrò nel finale di partita al posto di Dak Prescott completando un passaggio su 3 per 2 yard. Negli anni successivi restò nel ruolo di riserva, entrando sporadicamente in campo.

### New York Giants
Il 5 maggio 2020, Rush firmò con i New York Giants, riunendosi con il coordinatore offensivo Jason Garrett, che era stato suo capo-allenatore ai Cowboys.

### Ritorno ai Cowboys
Il 31 ottobre 2020 Rush firmò per fare ritorno ai Cowboys. Nella settimana 8 della stagione 2021 fu nominato per la prima volta titolare contro i Minnesota Vikings dopo un infortunio al polpaccio di Prescott. I Cowboys vinsero 20–16 con Rush che passò 325 yard e 2 touchdown, incluso quello della vittoria al minuto finale per Amari Cooper.
Nella prima settimana della stagione 2022 Prescott si fratturò un dito così Rush fu nominato titolare per la gara del turno successivo in cui condusse i Cowboys alla vittoria sui favoriti Cincinnati Bengals con 235 yard passate e un touchdown. Seguirono altre due vittorie contro i New York Giants e i Washington Commanders, con Rush che divenne il primo quarterback della storia dei Cowboys a vincere tutte le sue prime quattro partite come titolare. La prima sconfitta giunse nel sesto turno contro i Philadelphia Eagles, dopo di che Prescott tornò titolare.
Nel decimo turno della stagione 2024 Rush partì come titolare al posto dell'infortunato Prescott completando 13 passaggi su 23 per sole 45 yard nella sconfitta contro i Philadelphia Eagles per 34-6. Seguirono due vittorie consecutive, contro i Commanders e contro i Giants il Giorno del Ringraziamento, gara in cui passò 195 yard e un touchdown, senza subire intercetti.

### Baltimore Ravens
Il 16 marzo 2025 Rush firmò un contratto biennale del valore di 12 milioni di dollari con i Baltimore Ravens.